# André Willmund
André Willmund (* 25. März 1982 in Köln) ist ein deutscher Schauspieler.

## Leben
Willmund absolvierte nach seinem Abitur eine Schauspielausbildung am Max Reinhardt Seminar in Wien. Dort schloss er 2006 mit dem Schauspieldiplom als Bühnenschauspieler ab. Außerdem besuchte er 2006 den Schauspielworkshop Talent class an der Hochschule für Film und Fernsehen in Potsdam-Babelsberg.
Bereits während der Ausbildung wirkte er in einigen Aufführungen des Max-Reinhardt-Seminars mit, so unter anderem in einer Theaterproduktion von Clockwork Orange und in dem Drama Messer in Hennen von David Harrower.
Ab der Spielzeit 2007/2008 war André Willmund festes Ensemblemitglied am Theater Augsburg. Seine Antrittsrolle dort war Kasimir in Kasimir und Karoline. Weiterhin trat er in Augsburg als Algernon in Bunbury oder Ernst sein ist wichtig, als Ödipus in König Ödipus, als Hettore Gonzaga, Prinz von Guastalla in Emilia Galotti und als Gregers Werle in Die Wildente auf. In der Spielzeit 2009/2010 übernahm er dort mit großem Erfolg die Titelrolle in Heinrich von Kleists Trauerspiel Der Prinz von Homburg. Zur Spielzeit 2010/2011 wechselte er zum Staatstheater Mainz und ist dort seither festes Ensemblemitglied.
Erste Erfahrungen vor der Kamera machte Willmund ab 2005 bei einigen Kurzfilmen und Diplomfilmen der Kunsthochschule für Medien Köln und der Hochschule für Fernsehen und Film in München. Außerdem spielte er Episodenrollen in den Fernsehserien SOKO Rhein-Main und Wolffs Revier. Eine wiederkehrende Episodenrolle hatte Willmund 2009 auch als Thomas in der RTL-Comedyserie Mein Leben & Ich. 
Besondere Bekanntheit beim Fernsehpublikum erlangte Willmund durch seine Mitwirkung in der ZDF-Vorabendserie Notruf Hafenkante. Dort spielte er 2007 in 28 Folgen den jungen Rettungsassistenten Malte Ohlsen.

## Filmografie (Auswahl)
- 2005: Catering
- 2007: Wie es bleibt
- 2007: SOKO Rhein-Main
- 2007: Wolffs Revier
- 2007: Notruf Hafenkante – Grauzonen
- 2009: Mein Leben & Ich
- 2014: Heiter bis tödlich: Alles Klara – Geteert und gefedert (Folge 29)